# 苏家遗址 (东港区)
苏家遗址，位于山东省日照市东港区丝山乡苏家村，是中华人民共和国山东省文物保护单位之一。
1992年6月12日，授予山东省文物保护单位，是一座古遗址。